# Schwerer Lefschetz-Satz
In der Mathematik ist der schwere Lefschetz-Satz (engl.: hard Lefschetz theorem) ein zentraler Lehrsatz der komplexen Differentialgeometrie.
Die Bezeichnung dient der Abgrenzung zum im Englischen als weak Lefschetz theorem bezeichneten Satz von Lefschetz über Hyperebenenschnitte.
Die durch den Satz gegebene Lefschetz-Zerlegung der De-Rham-Kohomologie von Kählermannigfaltigkeiten hat (teils vermutete, teils bewiesene) Analoga in völlig anderen Gebieten der Mathematik, insbesondere die Standardvermutungen der algebraischen Geometrie oder
Resultate der Matroidtheorie in der Kombinatorik.

## Satz und Folgerungen
Sei {\displaystyle M} eine Kählermannigfaltigkeit der komplexen Dimension {\displaystyle n}, also der reellen Dimension {\displaystyle 2n}, und mit Kählerform {\displaystyle \omega \in \Omega ^{2}(M)}. Sei
{\displaystyle L\colon \Omega ^{i}(M)\to \Omega ^{i+2}(M)}
die durch das äußere Produkt mit der Kählerform auf dem Raum der Differentialformen definierte Abbildung. Der schwere Lefschetz-Satz besagt, dass für {\displaystyle k=0,\ldots ,n} die in De-Rham-Kohomologie induzierte Abbildung
{\displaystyle L^{k}\colon H^{n-k}(M)\to H^{n+k}(M)}
ein Isomorphismus ist, der mit dem durch Poincaré-Dualität gegebenen Isomorphismus übereinstimmt.
Da {\displaystyle \omega } eine {\displaystyle (1,1)}-Form ist, erhält man insbesondere einen Isomorphismus der Dolbeault-Kohomologiegruppen
{\displaystyle H^{p,q}(M)\simeq H^{n-p,n-q}(M)}
und somit die Symmetrie des Hodge-Diamanten.
Sei
{\displaystyle PH^{n-k}(M)=\left\{\alpha \in H^{n-k}(M)\colon L^{k+1}\alpha =0\right\}}
die sogenannte primitive Kohomologie von {\displaystyle M}, dann folgt aus dem schweren Lefschetz-Satz die Lefschetz-Zerlegung
{\displaystyle H^{r}(M)=\bigoplus _{s}L^{s}(PH^{r-2s}(M))}.